# 三遊亭小圓馬
三遊亭 小圓馬（さんゆうてい こえんば）は落語家の名跡。現在は空き名跡となっている。
- 三遊亭小圓馬 - 『文之助系図』によれば初代三遊亭圓馬の門下。徳馬から小圓馬となった人物がいる。
- 三遊亭小圓馬 - 二代目三遊亭圓馬の門下。梅雀から三遊亭圓彌を経て小圓馬となった人物がいる。
- 二代目三遊亭小圓馬 - 後∶八代目桂文治
- 三代目三遊亭小圓馬 - 後∶四代目三遊亭圓馬
- 四代目三遊亭小圓馬 - 本項にて記述

四代目 三遊亭 小圓馬（さんゆうてい こえんば、1925年9月26日 - 1999年7月5日）は落語家。出囃子∶鞍馬。本名∶森山 清。生前は落語芸術協会所属。

## 経歴
1948年11月、四代目三遊亭圓馬に入門し、榮馬を名乗る。1950年10月、二ツ目に昇進し小圓馬と改名。
1958年9月、二代目桂伸治、五代目春風亭柳昇、二代目桂小南、三笑亭夢楽、四代目春風亭柳好と共に真打昇進。文化放送「落語討論会」フジテレビ「お笑いタッグマッチ」（大喜利番組）の回答者やテレビ朝日「末廣演芸会（お笑い七福神）」などのメディアで売れ一気にスターになった。
1999年7月5日に死去、73歳没。

## 芸風
陽気な芸風で、周囲からは「大声の小圓馬」「呼び出しの小圓馬」などと言われた。「変り目」「味噌蔵」「釣りの酒」等の酒の出る噺を得意とした。

## 芸歴
- 1948年11月 - 四代目三遊亭圓馬に入門し、「栄馬」を名乗る。
- 1950年10月 - 二ツ目昇進、「小圓馬」と改名。
- 1958年9月 - 真打昇進。

## 家族
妻は漫才師の森秀子。
義理の妹は、お笑いタッグマッチで本人がギャグにしていた通り「妹はジャズ歌手の森サカエ（社団法人日本歌手協会常任理事）」。
小圓馬本人も歌好きで知られ、真打披露パーティーで歌を歌ったり、寄席で一席終わった後東京ボーイズをバックバンドに歌謡ショーを行なった事がある。

## 弟子

### 直弟子
- 三遊亭栄馬
- 三遊亭扇馬 - 四代目三遊亭圓馬門下から移籍

### 廃業
- 三遊亭とん馬 - （1947年1月23日 - ） は、落語家。1964年11月に四代目三遊亭小圓馬の門下でおそ馬、1967年4月にとん馬。後に廃業した。

## CD
- 『落語名人全集13』ジェイ・ミュージック
- 『東西名人揃いぶみ 1979年3月 こけら落し公演 －国立演芸場三十周年記念－』三巻 （ポニーキャニオン）

## 出演

### テレビドラマ
- 珍景累ヶ淵 NHK 1954
- コメットさん（九重佑三子版） TBS 1967
- 前略おふくろ様 日本テレビ 1975

### 映画
- お笑い三人組 1958
- 天下の大泥棒 白浪五人男 1960
- 人も歩けば 1960
- 続・与太郎戦記 1969
- 陸軍落語兵 1971